# Lucas Claerbout

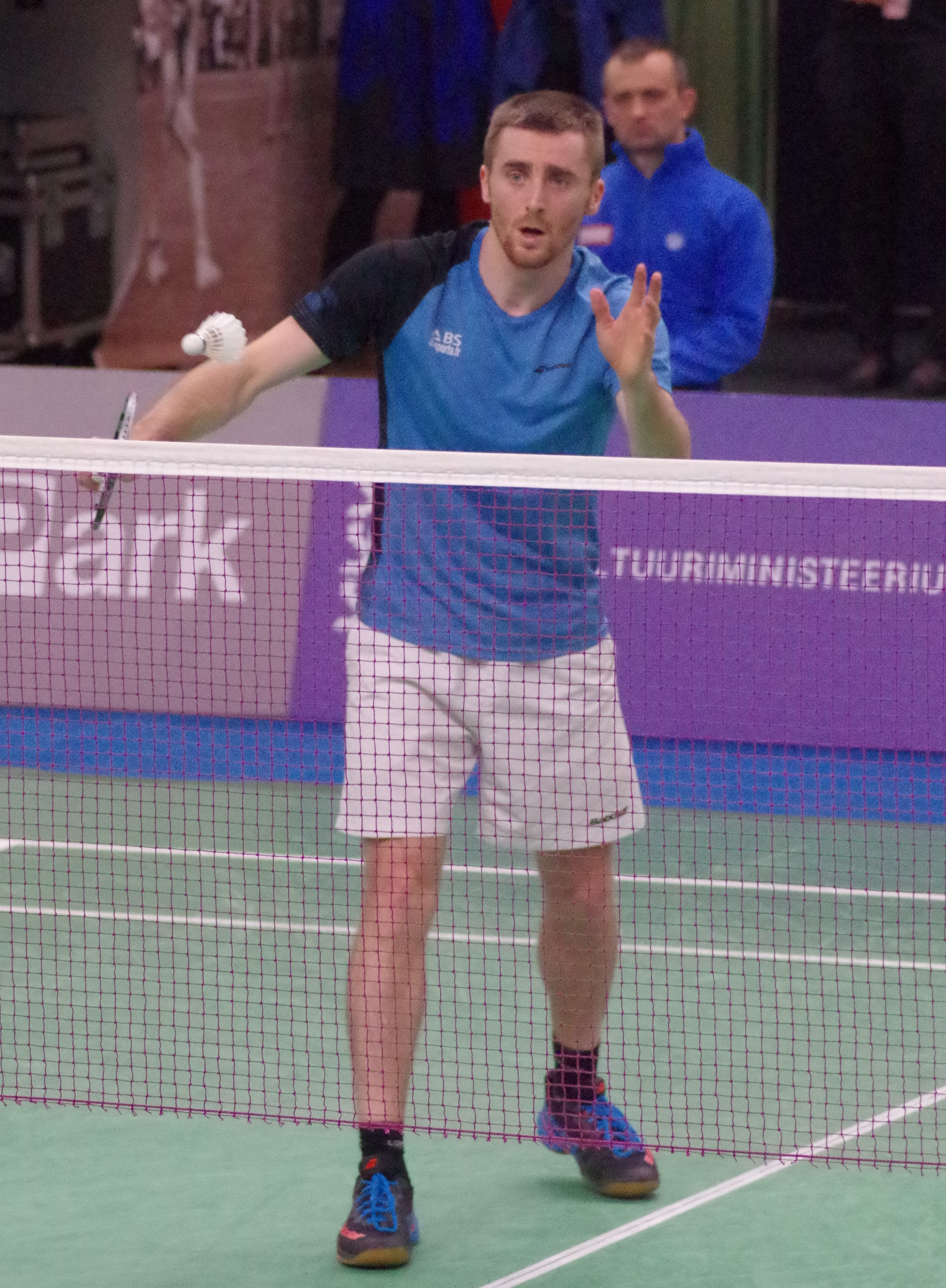
Lucas Claerbout, 2020

Lucas Claerbout (* 22. Oktober 1992) ist ein französischer Badmintonspieler.

## Karriere
Lucas Claerbout siegte 2007, 2009 und 2010 bei französischen Nachwuchsmeisterschaften. 2010 nahm er an den Olympischen Jugend-Sommerspielen teil. 2010 siegte er beim Belgian Juniors, beim Czech Juniors und beim Polish Juniors. Bei den europäischen Hochschulmeisterschaften belegte er 2011 Rang zwei im Einzel. Bei den Irish Open 2012 wurde er ebenfalls Zweiter, bei den Slovenia International 2013 Dritter.

## Sportliche Erfolge
| Saison    | Veranstaltung                                 | Disziplin    | Platz | Name                             |
| --------- | --------------------------------------------- | ------------ | ----- | -------------------------------- |
| 2006/2007 | Französische Nachwuchsmeisterschaft (Minimes) | Herreneinzel | 1     | Lucas Claerbout                  |
| 2008/2009 | Französische Nachwuchsmeisterschaft (Cadets)  | Herreneinzel | 1     | Lucas Claerbout                  |
| 2009/2010 | Französische Juniorenmeisterschaft            | Mixed        | 1     | Lucas Claerbout / Charlie Sehier |
| 2012      | Irish Open                                    | Herreneinzel | 2     | Lucas Claerbout                  |
| 2013      | Slovenia International                        | Herreneinzel | 3     | Lucas Claerbout                  |